# Enzo Boulet
Pour les articles homonymes, voir Boulet (homonymie).
Enzo Boulet, né le 26 février 2003, est un coureur cycliste français.

## Biographie
Enzo Boulet est le fils de l'ancien cycliste amateur Mickaël Boulet, qui compte 150 victoires à son palmarès. Son petit frère Eliott pratique également ce sport. Inspiré par son père, il commence le cyclisme dès l'âge de cinq ans au CC Ernéen. Il intègre ensuite l'UC Entrammes Parné Forcé, puis court pendant une saison au VC Dinanais, avant de rejoindre le CC Plancoët. 
Bon sprinteur, il s'illustre entre les catégories minime et junior en remportant pas moins de 110 courses,, parmi lesquelles divers championnats départementaux et régionaux. Il est également sélectionné en équipe de France en 2021. Après ses performances, il est recruté par le club Côtes d'Armor Cyclisme Marie Morin en 2022. Pour ses débuts espoirs, il s'impose sur la quatrième épreuve du Circuit des plages vendéennes,. La même année, il remporte le Grand Prix de la Saint-Pierre à Périers. Il finit par ailleurs quatrième de Manche-Océan. 
Il passe finalement professionnel en 2023 au sein du Team U Nantes Atlantique, qui évolue au niveau continental,. Durant cette saison, il tient souvent un rôle d'équipier. Il parvient toutefois à terminer dixième du Grand Prix d'Isbergues, inscrit au calendrier de la Coupe de France.
Non conservé par sa formation à la fin de la saison 2024, il annonce redescendre chez les amateurs.

## Palmarès
- 2019
  -  Champion de Bretagne cadets
- 2021
  - La SportBreizh Juniors :
    - Classement général
    - 2e étape

  - 3e étape de la Penn Ar Bed-Pays d'Iroise
  - Flèche Plédranaise
  - 2e du Grand Prix de Plouay Juniors
- 2022
  - 4e épreuve du Circuit des plages vendéennes
  - Grand Prix de la Saint-Pierre de Périers
  - 2e du Circuit des plages vendéennes
- 2025
  - 5e étape des Boucles du Haut-Var[9]
  - Prix de Cormoz